# Folkets hjälte
Folkets hjälte (originaltitel Young Mr. Lincoln) är en amerikansk långfilm från 1939 i regi av John Ford. Henry Fonda spelar president Abraham Lincoln, och i filmen får vi följa hans liv, från uppväxten i Kentucky till vuxen ålder, då han arbetar som jurist i Springfield, Illinois. Filmen hade svensk premiär den 29 november 1939.

## Rollista
- Henry Fonda - Abraham Lincoln
- Alice Brady - Abigail Clay
- Marjorie Weaver - Mary Todd
- Arleen Whelan - Sarah Clay
- Eddie Collins - Efe Turner
- Pauline Moore - Ann Rutledge
- Richard Cromwell - Matt Clay
- Donald Meek - Åklagare John Felder
- Judith Dickens - Carrie Sue
- Eddie Quillan - Adam Clay
- Spencer Charters - Domare Herbert A. Bell
- Ward Bond - John Palmer Cass
- Milburn Stone - Stephen A. Douglas